# Konopovité
Konopovité (Cannabaceae) je čeleď vyšších dvouděložných rostlin z řádu růžotvaré (Rosales).

## Charakteristika
Konopovité jsou opadavé nebo stálezelené keře, stromy, liány i byliny se střídavými nebo vstřícnými, jednoduchými nebo dlanitě složenými listy s palisty. Rostliny jsou jednodomé nebo dvoudomé. U dřevin jsou listy často dvouřadě uspořádané. Čepel je celokrajná nebo pilovitá. Žilnatina je od báze vícežilná, zpeřená nebo dlanitá.
Květy jsou nenápadné, jedno nebo oboupohlavné, v úžlabních květenstvích různých typů.
Okvětí je nerozlišené, ze 4 až 5 lístků. Tyčinek je 4 nebo 5.
Semeník je svrchní, jednoplodolistový, s jediným vajíčkem.
Plodem je peckovice, křídlatý oříšek nebo nažka.
Čeleď zahrnuje asi 170 druhů v 10 rodech. Rozšíření je kosmopolitní mimo arktického pásu. Největším rodem je břestovec (Celtis, asi 100 druhů).

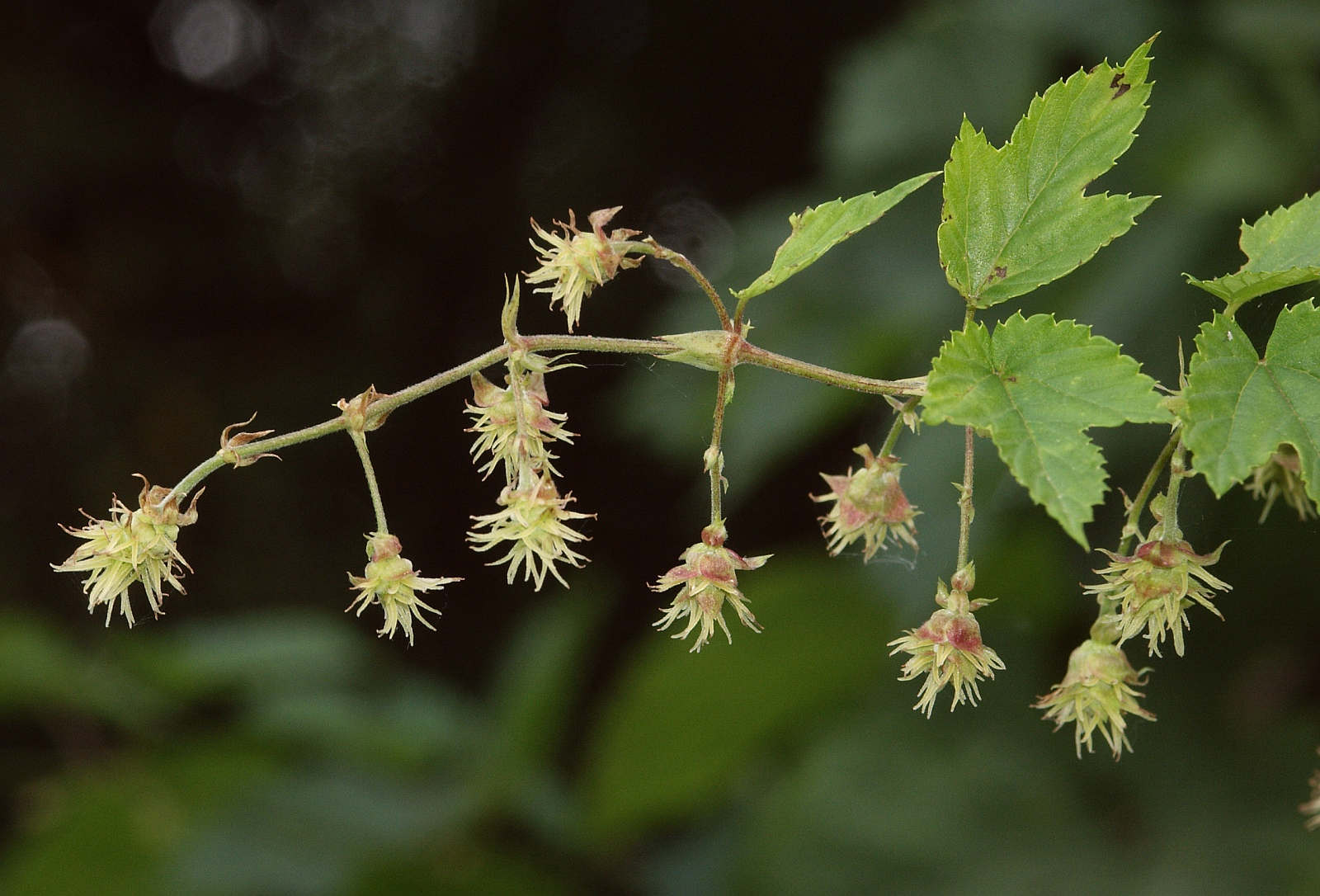
Chmel otáčivý (Humulus lupulus)
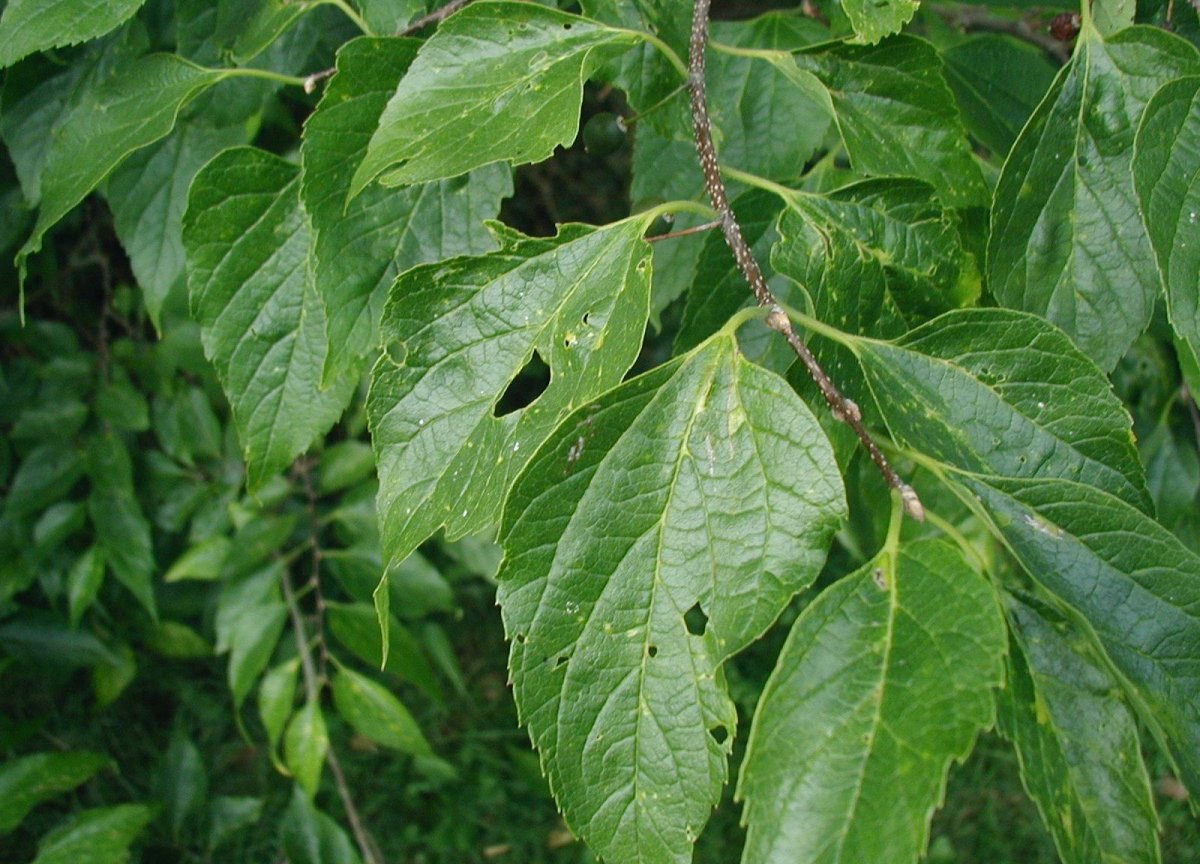
Břestovec západní (Celtis occidentalis)
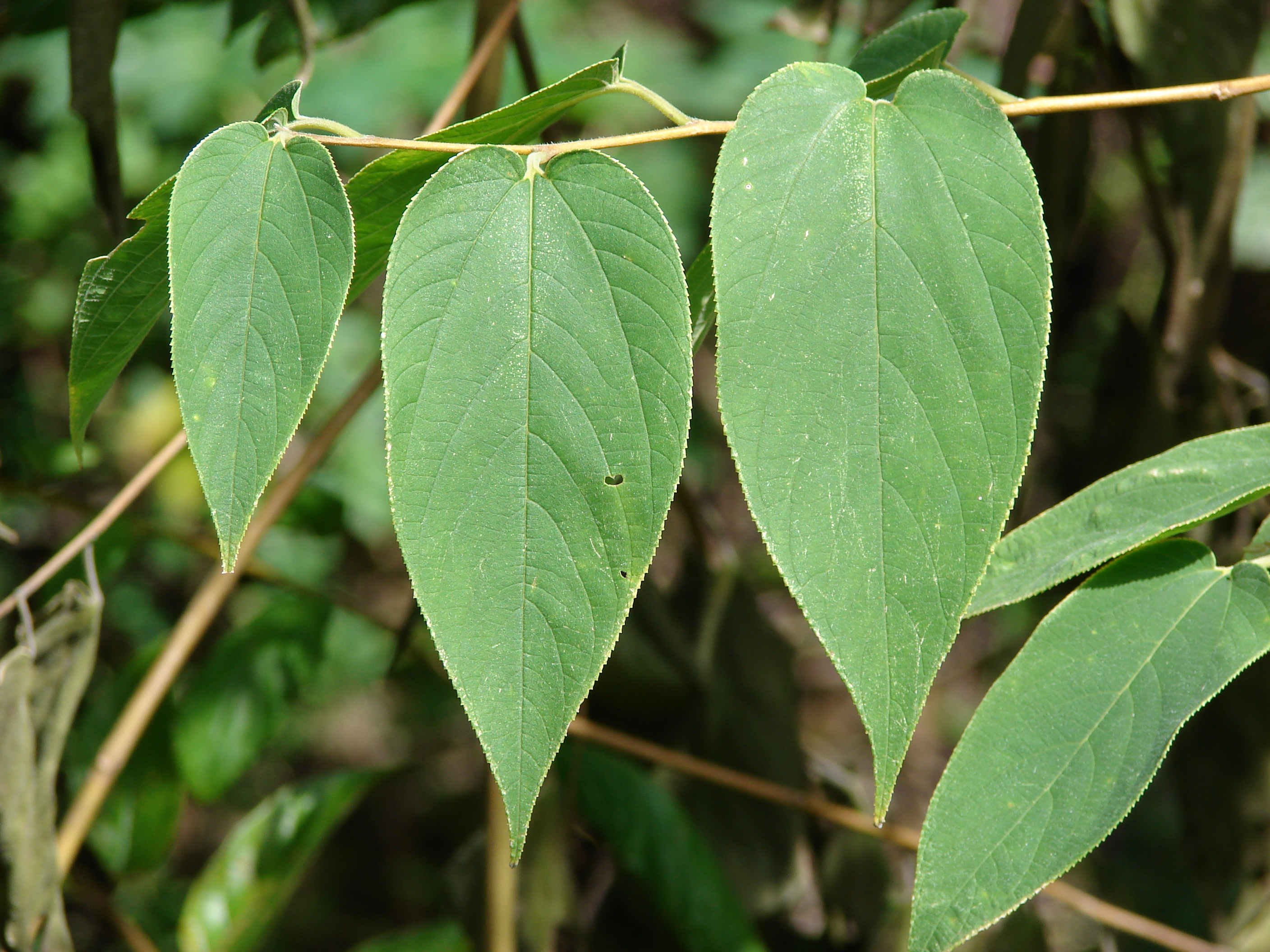
Trema Trema orientalis
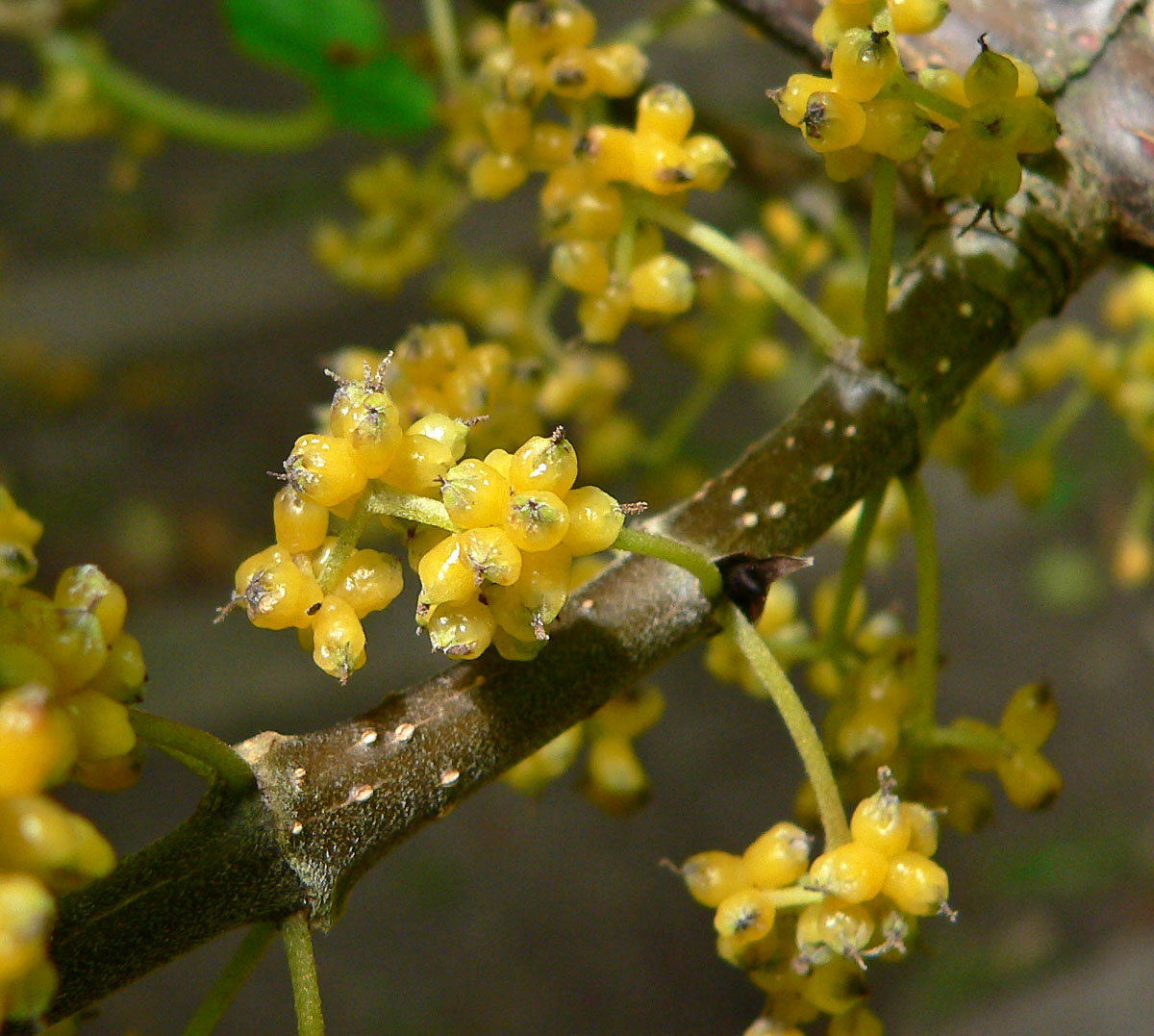
Plody Lozanella enantiophylla

## Taxonomie
V minulosti čeleď obsahovala jen 2 rody: konopí (Cannabis) a chmel (Humulus). V tomto smyslu byla ve
většině taxonomických systémů řazena do řádu kopřivotvaré (Urticales).
V rámci taxonomických změn s nástupem molekulárních metod sem bylo přeřazeno celkem 7 rodů z čeledi jilmovité (Ulmaceae),
představujících nyní převážnou většinu zástupců konopovitých.
Sesterskou skupinou jsou podle molekulárních studií čeledi morušovníkovité (Moraceae) a kopřivovité (Urticaceae).
Opylování je zprostředkováno větrem. Dužnaté plody jsou šířeny zvířaty, nejčastěji ptáky.

## Zástupci
- břestovec (Celtis)
- břestovníček (Pteroceltis)
- chmel (Humulus)
- konopí (Cannabis)
- trema (Trema)[5]

## Význam
Konopí (Cannabis) i chmel otáčivý (Humulus lupulus) patří mezi staré kulturní rostliny.
Chmel japonský (Humulus scandens) je v Číně využíván v medicíně, olej ze semen slouží k výrobě mýdla. V ČR je občas pěstován jako jednoletá ovíjivá bylina ke krytí pergol, zídek apod.
Peckovice některých druhů konopovitých jsou jedlé, např. amerického druhu břestovce Celtis iguanaea, rostoucího od Mexika až po Argentinu.
Dřevo břestovce západního (Celtis occidentalis) je obchodováno pod názvem 'hackberry'. Je světlé, dobře opracovatelné, málo trvanlivé. Pod názvem 'Ohia' je obchodováno dřevo některých afrických druhů břestovce.
Břestovce jsou v ČR občas pěstovány jako parkové dřeviny, nejčastěji severoamerický břestovec západní
(Celtis occidentalis), strom s nápadně asymetrickými listy.
Druh Trema micrantha je v tropické Americe běžnou pionýrskou dřevinou, osidlující narušená místa v tropických lesích.
Vlákna z jeho kůry slouží v Mexiku k výrobě ručního papíru. Asijský druh Trema orientalis je pro měkké a lehké dřevo široce využíván na topivo a slouží k výrobě dřevěného uhlí. Používá se i na výrobu papíru a z kůry se získávají třísloviny.

## Evropská květena
V květeně ČR je stejně jako v téměř celé Eurasii domestikován jako stará kulturní rostlina chmel otáčivý (Humulus lupulus). Konopí rumištní, druh pocházející ze střední Asie, se na jižní Moravě rozšířilo na ruderálních stanovištích a může se stát nebezpečným plevelem. Občas zplaňuje i konopí seté (Cannabis sativa L.).
Mimo těchto druhů rostou v jižní Evropě celkem 4 druhy rodu břestovec (Celtis).

## Seznam rodů
Aphananthe, Cannabis, Celtis, Chaetachme, Gironniera, Humulopsis, Humulus, Lozanella, Pteroceltis, Trema (včetně Parasponia)